# Paraechinus aethiopicus
El erizo del desierto (Paraechinus aethiopicus) es una especie de mamífero erinaceomorfo de la familia Erinaceidae.

## Distribución
Vive en el desierto del Sahara, Argelia, Chad, Yibuti, Egipto, Eritrea, Irak, Palestine, Jordania, Kuwait, Libia, Malí, Mauritania, Marruecos, Níger, Omán, Arabia Saudí, Somalia, Sudán, Siria, Túnez, los Emiratos Árabes Unidos, el Sáhara Occidental, Yemen y posiblemente Etiopía.

## Anatomía y comportamiento
Es una de las especias de erizo más pequeñas. Mide entre 13 y 26 centímetros de largo y pesa entre 300 y 440 gramos. Las espinas de la espalda pueden ser arrugadas o tener un color diferente a las de otros erizos. Si se siente amenazado, puede utilizar los músculos para tensar la piel en torno al cuerpo. Puede enrollarse en una bola, haciendo que las púas sobresalgan en todas direcciones y haciendo que sea casi imposible herirlo.